# Lijst van spelers van Houston Dynamo
Deze lijst omvat voetballers die bij de Amerikaanse voetbalclub Houston Dynamo spelen of gespeeld hebben. De spelers zijn alfabetisch gerangschikt.

## A
- Ade Akinbiyi
- Alex
- Chris Aloisi
- Samuel Appiah
- Corey Ashe
- Khodadad Azizi

## B
- Giles Barnes
- Wade Barrett
- DaMarcus Beasley
- Bobby Boswell
- Kyle Brown
- Will Bruin
- Eric Brunner

## C
- Tony Caig
- Luiz Camargo
- Geoff Cameron
- Franco Caraccio
- Calen Carr
- Servando Carrasco
- Tony Cascio
- Ronald Cerritos
- Mike Chabala
- Brian Ching
- Colin Clark
- Ricardo Clark
- A.J. Cochran
- Ryan Cochrane
- Carlos Costly
- Warren Creavalle
- Danny Cruz
- Omar Cummings

## D
- Paul Dalglish
- Brad Davis
- Dwayne De Rosario
- Tyler Deric
- Alex Dixon
- Andrew Driver

## F
- Hunter Freeman

## G
- Felix Garcia
- Óscar Boniek García
- Jason Garey
- Luis Garrido
- James Georgeff
- Kevin Goldthwaite
- Kelly Gray
- Jordan Graye

## H
- Andrew Hainault
- Tally Hall
- Nick Hatzke
- John Hayden
- Héctor Herrera

- Chandler Hoffman
- Stuart Holden
- David Horst
- Martin Hutton

## I
- Patrick Ianni

## J
- Jordan James
- Julius James
- Nate Jaqua
- Jason Johnson

## K
- Kei Kamara
- Macoumba Kandji
- Koke

## L
- Luis Landín
- Aaron Lanes
- Alexander López
- Rob Lovejoy

## M
- Erich Marscheider
- Leonel Miranda
- Adam Moffat
- Mpho Moloi
- Alejandro Moreno
- Brian Mullan
- Richard Mulrooney

## N
- Julian Nash
- Francisco Navas
- Evan Newton
- Joseph Ngwenya

## O
- Anthony Obodai
- Dominic Oduro
- Pat Onstad
- Brian Ownby

## P
- Lovel Palmer

## R
- Eddie Robinson
- Raúl Rodríguez
- Colin Rolfe

## S
- Kofi Sarkodie
- Adrian Serioux
- Mark Sherrod
- Josue Soto
- Zach Steinberger
- Marcus Storey
- Nathan Sturgis

## T
- Jermaine Taylor
- Abe Thompson

## U
- Erik Ustruck
- Andrew Uwe

## W
- Craig Waibel
- Je-Vaughn Watson
- Cameron Weaver
- Zach Wells
- Joe Willis
- Chris Wondolowski
- Stephen Wondolowski